# Тарашп
Тарашп (нем. Tarasp; [tɐˈraʃp]о файле) — небольшой населённый пункт в кантоне Граубюнден, Швейцария. Численность населения — 295 человек. Тарашп лежит в альпийской горной долине Энгадин, у реки Инн.
До 2014 года имел статус отдельной коммуны. 1 января 2015 года вошёл в состав коммуны Скуоль. Входит в состав региона Энджадина-Басса/Валь-Мюштайр (до 2015 года входила в округ Инн).
Замок Тарашп впервые упоминается в летописях XI века. В период средневековья Тарашп стал небольшим феодальным владением с собственной дворянской династией, признающей сюзеренитет сначала епископов Кура, а позднее — графов Тироля. В 1464 г. Тарашп был присоединён к владениям австрийских Габсбургов. В 1687 г. эта территория была пожалована императором Леопольдом I одному из своих сподвижников Фердинанду Йозефу Дитрихштейну. Тарашп был объявлен суверенным имперским княжеством, что дало юридическое основание для включение Дитрихштейна в состав коллегии князей Священной Римской империи. Основные владения рода Дитрихштейнов находились в Крайне, Каринтии и других землях Австрийской монархии, однако именно власть над Тарашпом давала им особый статус среди австрийских дворянских семей, уравнивая с монархами немецких государств. Дитрихштейны номинально правили княжеством до 1803 г., когда Тарашп был передан Швейцарии.